# Marcus Danielson
Marcus Andreas Danielson, född 8 april 1989 i Husby-Rekarne församling i Södermanlands län, är en svensk fotbollsspelare (försvarare) som spelar för Djurgårdens IF. Danielson fick ett relativt sent genombrott i sin karriär då han 30 år gammal i oktober 2019 gjorde landslagsdebut.

## Klubbkarriär
Karriären tog sin början i Skogstorps GoIF i Skogstorp, cirka sex kilometer söder om Eskilstuna, där han också är född. Som lång 15-åring skickades Danielson upp i Skogstorps A-lag för att spela seniorfotboll i division 5.
Danielson började sedan vid 17 års ålder att spela i IFK Eskilstuna, och efter 1,5 år fick spelaren chans att flytta till Helsingborgs IF. IFK Eskilstuna spelade i Division 2 och för Danielson var flytten till Helsingborg en möjlighet att komma bort från hemstaden och satsa på fotbollen.
Men i Helsingborg blev det ingen speltid i A-laget. Han flyttade till Västerås SK, där Danielson spelade med Victor Nilsson Lindelöf, och de tog upp klubben till Superettan 2010. Sedan bar det vidare till GIF Sundsvall inför säsongen 2012, där Danielson spelade merparten av sina svenska seniormatcher, dels i Superettan och senare i Allsvenskan.
I februari 2018 värvades Danielson till Djurgårdens IF där han skrev på ett treårskontrakt. I maj 2018 vann han Svenska cupen med klubben.
Säsongen 2019 vann han och Djurgården SM-Guld varpå Danielson fick den individuella utmärkelsen ”Allsvenskans mest värdefulla spelare” för året.
Han blev därefter, 28 februari 2020, utlandsproffs i kinesiska Dalian Professional och köptes för 50 miljoner kronor. Tränaren som värvade honom, Rafael Benitez, lämnade dock klubben i januari 2021. Danielsons kontrakt gick ut 2022.
Den 18 juli 2022 blev Danielson klar för en återkomst i Djurgårdens IF.

## Landslagskarriär
Danielson landslagsdebuterade vid drygt 30 års ålder i Sveriges EM-kvalmatch borta mot Malta 12 oktober 2019. Danielson agerade startspelare i Victor Nilsson Lindelöfs frånvaro och gjorde dessutom matchens första mål. Sverige vann till slut kvalmatchen mot Malta med 4–0.
I november 2020 gjorde Danielson återigen mål i landslaget – mot Kroatien i en avgörande match i Nations League.
Danielson missade landslagssamlingen i mars 2021 och två VM-kval-matcher inför VM 2022. Detta eftersom hans kinesiska klubb inte lät honom resa till Europa, men han kom med i den svenska truppen till EM 2020. Den 29 juni 2021 blev Danielson utvisad under åttondelsfinalen i Europamästerskapet i fotboll 2020. I den åttonde minuten av förlängningen i åttondelsmatchen mot Ukraina, med det dåvarande matchresultatet 1–1, fick han ett rött kort efter att han med utsträckt ben och sula träffat ukrainaren Artem Besyedins knä.  Den 12 maj 2022 meddelade Danielson att han slutade i landslaget. Hans sista landskamp blev förlustmatchen i omgång 2 i kvalspelet till världsmästerskapet i fotboll 2022 mot Polen den 29 mars samma år.

## Utmärkelser
Efter SM-guldet 2019 tog han hem pris som både Årets försvarare och prestigefyllda Årets mest värdefulla spelare i Allsvenskan 2019, han vann även Elitdomareklubben pris som Årets spelare. Av Djurgården Fotbolls styrelse har han blivit utsedd till årets spelare tre gånger, 2018, 2019 och 2023. För säsongen 2023 blev han även framröstad till Årets Järnkamin av supporterföreningen Järnkaminerna.

## Statistik

### Klubblag
| Klubb                               | Säsong         | Liga                      | Liga    | Liga | Liga   | Nationell cup | Nationell cup | Nationell cup | Internationell cup | Internationell cup | Internationell cup | Övrigt  | Övrigt | Övrigt | Totalt  | Totalt | Totalt |
| Klubb                               | Säsong         | Division                  | Matcher | Mål  | Assist | Matcher       | Mål           | Assist        | Matcher            | Mål                | Assist             | Matcher | Mål    | Assist | Matcher | Mål    | Assist |
| ----------------------------------- | -------------- | ------------------------- | ------- | ---- | ------ | ------------- | ------------- | ------------- | ------------------ | ------------------ | ------------------ | ------- | ------ | ------ | ------- | ------ | ------ |
| IFK Eskilstuna                      | 2006           | Division 2 Östra Svealand | ?       | ?    | ?      | ?             | ?             | ?             | —                  | —                  | —                  | —       | —      | —      | ?       | ?      | ?      |
| IFK Eskilstuna                      | 2007           | Division 2 Östra Svealand | ?       | ?    | ?      | ?             | ?             | ?             | —                  | —                  | —                  | —       | —      | —      | ?       | ?      | ?      |
| IFK Eskilstuna                      | Totalt         | Totalt                    | 32      | 4    | 0      | 0             | 0             | 0             | —                  | —                  | —                  | —       | —      | —      | 32      | 4      | 0      |
| Helsingborgs IF                     | 2007           | Allsvenskan               | 0       | 0    | 0      | 0             | 0             | 0             | 0                  | 0                  | 0                  | —       | —      | —      | 0       | 0      | 0      |
| Helsingborgs IF                     | 2008           | Allsvenskan               | 0       | 0    | 0      | 0             | 0             | 0             | 0                  | 0                  | 0                  | —       | —      | —      | 0       | 0      | 0      |
| Helsingborgs IF                     | Totalt         | Totalt                    | 0       | 0    | 0      | 0             | 0             | 0             | 0                  | 0                  | 0                  | —       | —      | —      | 0       | 0      | 0      |
| Västerås SK                         | 2009           | Division 1 Norra          | 12      | 0    | 0      | 0             | 0             | 0             | —                  | —                  | —                  | —       | —      | —      | 12      | 0      | 0      |
| Västerås SK                         | 2010           | Division 1 Norra          | 25      | 5    | 0      | 0             | 0             | 0             | —                  | —                  | —                  | —       | —      | —      | 25      | 5      | 0      |
| Västerås SK                         | 2011           | Superettan                | 30      | 8    | 1      | 1             | 0             | 0             | —                  | —                  | —                  | —       | —      | —      | 31      | 8      | 1      |
| Västerås SK                         | Totalt         | Totalt                    | 67      | 13   | 1      | 1             | 0             | 0             | —                  | —                  | —                  | —       | —      | —      | 68      | 13     | 1      |
| GIF Sundsvall                       | 2012           | Allsvenskan               | 29      | 1    | 0      | 0             | 0             | 0             | —                  | —                  | —                  | 2       | 0      | 0      | 31      | 1      | 0      |
| GIF Sundsvall                       | 2013           | Superettan                | 29      | 3    | 0      | 3             | 0             | 0             | —                  | —                  | —                  | 2       | 0      | 0      | 34      | 3      | 0      |
| GIF Sundsvall                       | 2014           | Superettan                | 28      | 1    | 2      | 3             | 1             | 0             | —                  | —                  | —                  | —       | —      | —      | 31      | 2      | 2      |
| GIF Sundsvall                       | 2015           | Allsvenskan               | 8       | 0    | 0      | 1             | 0             | 0             | —                  | —                  | —                  | —       | —      | —      | 9       | 0      | 0      |
| GIF Sundsvall                       | 2016           | Allsvenskan               | 30      | 0    | 0      | 4             | 0             | 0             | —                  | —                  | —                  | —       | —      | —      | 34      | 0      | 0      |
| GIF Sundsvall                       | 2017           | Allsvenskan               | 27      | 5    | 0      | 1             | 0             | 0             | —                  | —                  | —                  | —       | —      | —      | 28      | 5      | 0      |
| GIF Sundsvall                       | Totalt         | Totalt                    | 151     | 10   | 2      | 12            | 1             | 0             | —                  | —                  | —                  | 4       | 0      | 0      | 167     | 11     | 2      |
| Djurgårdens IF                      | 2018           | Allsvenskan               | 25      | 2    | 0      | 3             | 1             | 0             | 2                  | 0                  | 0                  | —       | —      | —      | 30      | 3      | 0      |
| Djurgårdens IF                      | 2019           | Allsvenskan               | 27      | 4    | 1      | 6             | 3             | 0             | —                  | —                  | —                  | —       | —      | —      | 33      | 7      | 1      |
| Djurgårdens IF                      | 2020           | Allsvenskan               | —       | —    | —      | 1             | 0             | 0             | —                  | —                  | —                  | —       | —      | —      | 1       | 0      | 0      |
| Djurgårdens IF                      | Totalt         | Totalt                    | 52      | 6    | 1      | 10            | 4             | 0             | 2                  | 0                  | 0                  | —       | —      | —      | 64      | 10     | 1      |
| Dalian Professional                 | 2020           | Super League              | 11      | 1    | 0      | 0             | 0             | 0             | —                  | —                  | —                  | 5       | 0      | 0      | 16      | 1      | 0      |
| Dalian Professional                 | 2021           | Super League              | 10      | 2    | 0      | 0             | 0             | 0             | —                  | —                  | —                  | 2       | 0      | 0      | 12      | 2      | 0      |
| Dalian Professional                 | 2022           | Super League              | 0       | 0    | 0      | 0             | 0             | 0             | —                  | —                  | —                  | —       | —      | —      | 0       | 0      | 0      |
| Dalian Professional                 | Totalt         | Totalt                    | 21      | 3    | 0      | 0             | 0             | 0             | —                  | —                  | —                  | 7       | 0      | 0      | 28      | 3      | 0      |
| Djurgårdens IF                      | 2022           | Allsvenskan               | 13      | 1    | 0      | 1             | 0             | 0             | 10                 | 1                  | 0                  | —       | —      | —      | 24      | 2      | 0      |
| Djurgårdens IF                      | 2023           | Allsvenskan               | 29      | 5    | 2      | 6             | 1             | 0             | 3                  | 0                  | 0                  | —       | —      | —      | 38      | 6      | 2      |
| Djurgårdens IF                      | 2024           | Allsvenskan               | 23      | 2    | 1      | 7             | 2             | 1             | 8                  | 0                  | 1                  | —       | —      | —      | 38      | 4      | 3      |
| Djurgårdens IF                      | Totalt         | Totalt                    | 65      | 8    | 3      | 14            | 3             | 1             | 21                 | 1                  | 1                  | —       | —      | —      | 100     | 12     | 5      |
| Hela karriären                      | Hela karriären | Hela karriären            | 388     | 44   | 7      | 37            | 8             | 1             | 23                 | 1                  | 1                  | 11      | 0      | 0      | 459     | 53     | 9      |
| Senast uppdaterad 16 november 2024. |                |                           |         |      |        |               |               |               |                    |                    |                    |         |        |        |         |        |        |

### Landslag
| Landslag                        | År             | Totalt  | Totalt | Totalt |
| Landslag                        | År             | Matcher | Mål    | Assist |
| ------------------------------- | -------------- | ------- | ------ | ------ |
| Sverige U17                     | 2006           | 2       | 0      | 0      |
| Sverige U19                     | 2007           | 3       | 0      | 0      |
| Totalt                          | Totalt         | 5       | 0      | 0      |
| Sverige                         | 2019           | 3       | 1      | 1      |
| Sverige                         | 2020           | 4       | 1      | 0      |
| Sverige                         | 2021           | 10      | 1      | 0      |
| Sverige                         | 2022           | 2       | 0      | 0      |
| Totalt                          | Totalt         | 19      | 3      | 1      |
| Hela karriären                  | Hela karriären | 24      | 3      | 1      |
| Senast uppdaterad 20 mars 2024. |                |         |        |        |

## Privat
Danielson är kusin med fotbollsspelaren David Fällman.